# Amèrica
|  | Per a altres significats, vegeu «America». |

Amèrica, també anomenat el Nou Món, és un dels continents de la Terra. Limita al nord amb l'oceà Glacial Àrtic, a l'est amb l'Atlàntic i a l'oest amb el Pacífic. A l'extrem nord-oest, l'estret de Bering la separa d'Àsia. Està format per dos subcontinents Amèrica del Nord i Amèrica del Sud, units per l'istme d'Amèrica Central. L'Amèrica del Nord i Central està separada de la del Sud per l'istme de Panamà.

## Origen del nom

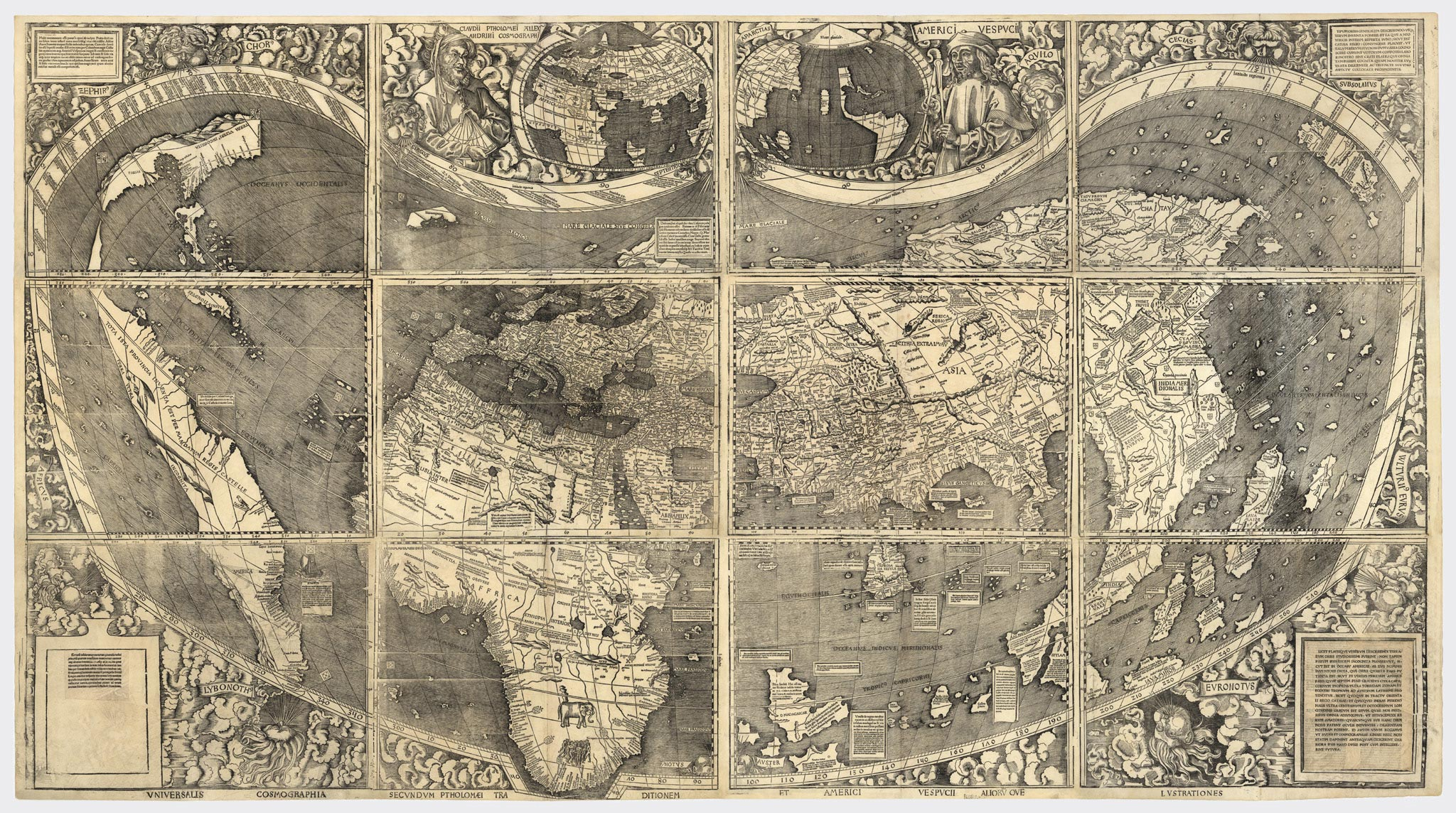
Mapamundi original de Waldseemüller en què apareix el nom d'Amèrica per primera vegada

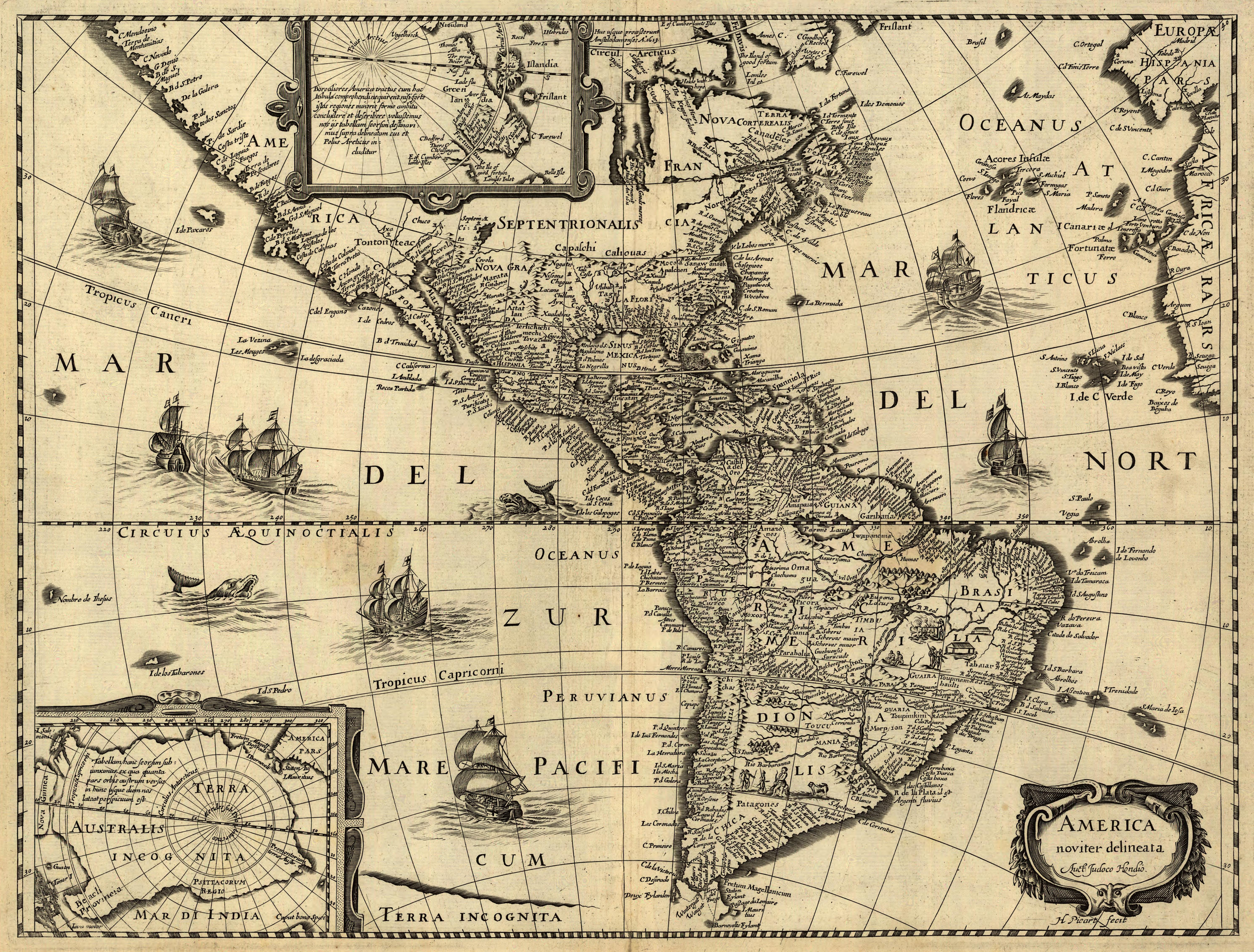
Mapa d'Amèrica del a escala 1:45.000.000. El rang del mapa va de W 125°–W 5° a 70°–S 60°

El document més antic que utilitza el nom d'Amèrica per referir-se al continent és del 1507. Apareix en un globus i un mapa creat pel cartògraf Martin Waldseemüller a Saint-Dié-des-Vosges. En un llibre que els acompanyava, anomenat Cosmographie Introductio, explica que el nom és un derivat de la versió llatinitzada de l'explorador Amerigo Vespucci, Americus Vespucius, en la seva forma femenina, atès que tots els altres continents coneguts tenien noms llatins femenins. El paper de Vespucci en aquest afer, així com la seva activitat com a exploradors, són imprecisos i probablement són llegendes. Algunes fonts indiquen que no tenia coneixement de l'ús estès del seu nom per referir-se al continent. D'altres diuen que ell mateix va promulgar una història sobre un viatge secret cap a l'oest i que va albirar terra el 1491, un any abans que Cristòfor Colom. Si realment va fer aquestes declaracions, podrien haver tingut un efecte contrari, i només haurien perllongat el debat de si les "Índies" eren un nou continent o només una extensió de l'Àsia.
Tanmateix, com assenyala el Dr. Basil Cottle (1967), els nous països i per extensió continents mai eren anomenats amb el nom d'una persona, sinó amb el cognom (amb l'excepció d'algunes regions que van rebre el nom d'un monarca o d'un príncep o princesa, com les colònies americanes de Carolina i Virgínia). Per tant, Amèrica hauria d'haver-se anomenat Vespuccia si realment es volia batejar el continent en honor de l'explorador italià. Cristòfor Colom, l'explorador renaixentista que hauria "descobert" les terres, havia mort el 1506 (amb la creença que havia descobert i colonitzat una regió de l'Àsia) no podia protestar en contra de la decisió de Waldseemüller.
Altres teories alternatives sobre l'origen del nom han estat proposades, però cap ha estat acceptada universalment. Una d'aquestes alternatives, proposada per Jules Marcou el 1875 i utilitzada pel novel·lista Jan Carew, suggereix que el nom d'Amèrica es deriva del districte d'Amerrique de Nicaragua. Aquest districte, ric en or, va ser, suposadament, visitat per Vespucci i Colom per a qui el nom es convertiria en sinònim d'or. D'acord amb Marcou, Vespucci va seleccionar aquest nom per referir-se al Nou Món i fins i tot canviaria el seu propi nom d'Alberigo a Amerigo per reflectir la importància del seu descobriment.
Una altra teoria, proposada per un antiquari i naturalista de Bristol, Alfred Hudd el 1908 suggereix que el nom es deriva del gal·lès Richard Amerike (Ameryk o ap Meryk, literalment "fill de Meryk" o "Maurici") un mercader de Bristol que es creu va finançar el viatge de John Cabot que descobriria Terranova el 1497, nom que s'ha trobat en alguns documents de l'Abadia de Westminster fa poques dècades. Suposadament, els pescadors de Bristol havien visitat, en diverses ocasions, les costes d'Amèrica del Nord almenys un segle abans que Cristòfor Colom hi arribés i els mapes de Waldseemüller incorporarien aquesta informació. La teoria manté que una variant del nom d'Amerike va aparèixer en un mapa anglès antic (del qual no ha sobreviscut cap còpia) i que seria la veritable inspiració de Waldseemüller.

## Ús del nom i del gentilici
En moltes llengües i en diverses regions del món, Amèrica (substantiu singular) és el nom més utilitzat per referir-se als Estats Units d'Amèrica, i alhora el continent, la qual cosa genera confusió. Tanmateix, les Amèriques (en plural) només es refereix al continent, encara que el seu ús no s'ha estès. De la mateixa manera, els ciutadans dels Estats Units d'Amèrica es refereixen a la seva nació com a "Amèrica" i a ells mateixos com a "americans", encara que a altres països del continent aquest usatge es veu amb ressentiment, i prefereixen que s'utilitzi el gentilici "estatunidenc", atès que es consideren "americans" també, així com els residents d'Europa són "europeus". A la majoria dels països sud-americans, i en menor grau a Amèrica Central i Mèxic, s'utilitza el gentilici "nord-americà" per referir-se als estatunidencs, encara que els mexicans i els canadencs prefereixen no utilitzar-lo atès que ambdós països formen part del subcontinent d'Amèrica del Nord i es consideren, per tant, nord-americans.

## Geografia
El continent americà té un litoral molt accidentat al nord, amb multitud d'illes de gran extensió, com Groenlàndia (la més gran del món si descomptem l'illa continent d'Austràlia), Baffin, Victòria, Ellesmere, Terranova. A l'Amèrica del Nord i el començament de l'Amèrica Central s'obre el golf de Mèxic, on trobem l'arxipèlag de les Antilles, on destaquen Cuba, la Hispaniola, les Bahames, Jamaica i Puerto Rico. A Amèrica del Sud només són destacables la Terra del Foc, les illes Malvines i les Galápagos.
Orogràficament, el més rellevant és la serralada dels Andes, que corre paral·lela a la costa sud-americana del Pacífic, amb cims com l'Aconcagua, amb vora 7.000 metres d'altitud, i l'Ojos del Salado, les màximes altures del continent. La serralada del Pacífic s'estén per l'Amèrica de Nord, a Mèxic amb la Sierra Madre i als Estats Units i el Canadà amb les Muntanyes Rocoses; a la façana atlàntica d'Amèrica del Nord s'alcen els Apalatxes.
L'Amazones, el riu més llarg d'Amèrica, és també el més cabalós del món; altres rius d'importància són el Paranà i el seu afluent Paraguai, també a Amèrica del Sud, i el Mississipi-Missouri, a l'Amèrica del Nord. També a la part nord trobem els cinc grans llacs del continent: Superior, Michigan, Huron, Erie i Ontario, a part d'altres grans llacs com el Winnipeg, el Gran Llac dels Ossos i el Gran Llac de l'Esclau. A l'Amèrica Central i del Sud són remarcables el llac Nicaragua, el Maracaibo i el Titicaca.

## Història

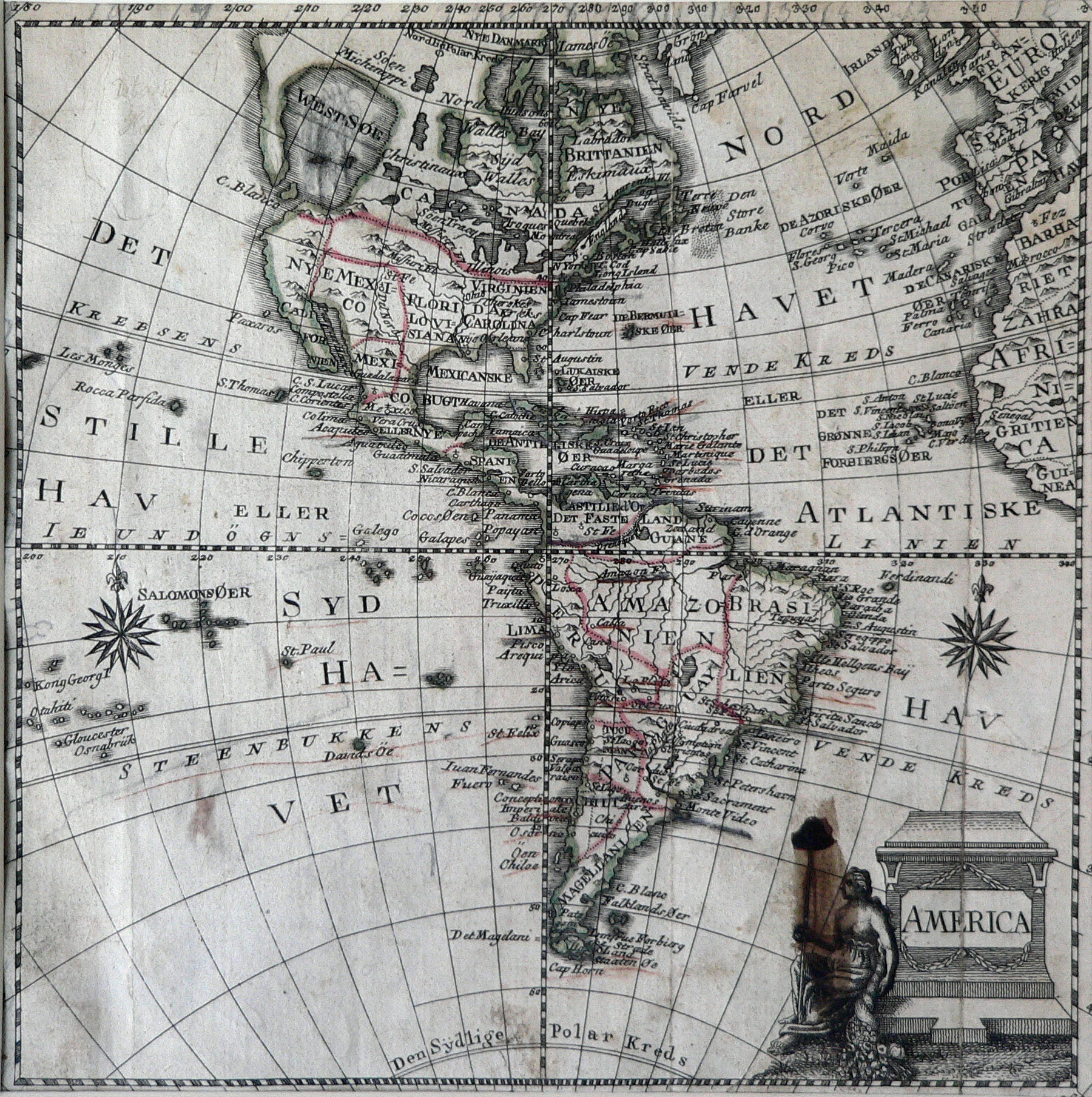
Mapa d'Amèrica de Jonghe, ca. 1770

Els descobriments arqueològics han establert la presència de la cultura Clovis a Amèrica al voltant del 10000 aC, encara que algunes teories suggereixen que els primers humans van arribar al continent des del 40000 aC. A la regió de Mesoamèrica i a Amèrica del Sud es van desenvolupar avançades civilitzacions precolombines com els olmeques, maies, asteques i els inques.
Els inuits van immigrar a l'Àrtida al voltant del 1000 dC. Possiblement durant la mateixa època hi van arribar els vikings, a Groenlàndia (el 982), i a Vinland poc després. Els vikings es van retirar ràpidament de Vinland i van abandonar fins i tot Groenlàndia el 1500.
La immigració europea a gran escala va començar poc després dels viatges de Cristòfor Colom el 1492. Les noves malalties portades pels europeus i africans van matar la majoria dels habitants d'Amèrica. Els primers immigrants hi van arribar com a part d'un procés de colonització promoguda per les potències europees. Altres onades d'immigració incloïen persones que fugien de la persecució religiosa o a la recerca de millors oportunitats econòmiques. Els africans hi van arribar com a esclaus o servents.
El 1776, tretze colònies britàniques van declarar la independència, convertint-se en la primera república democràtica moderna del món. Durant les primeres dues dècades del segle xix, la majoria de les colònies portugueses i espanyoles també van declarar la independència. La immigració europea va continuar a gran escala, principalment als Estats Units, el Brasil, l'Uruguai i l'Argentina.

### Descobriment d'Amèrica i la colonització

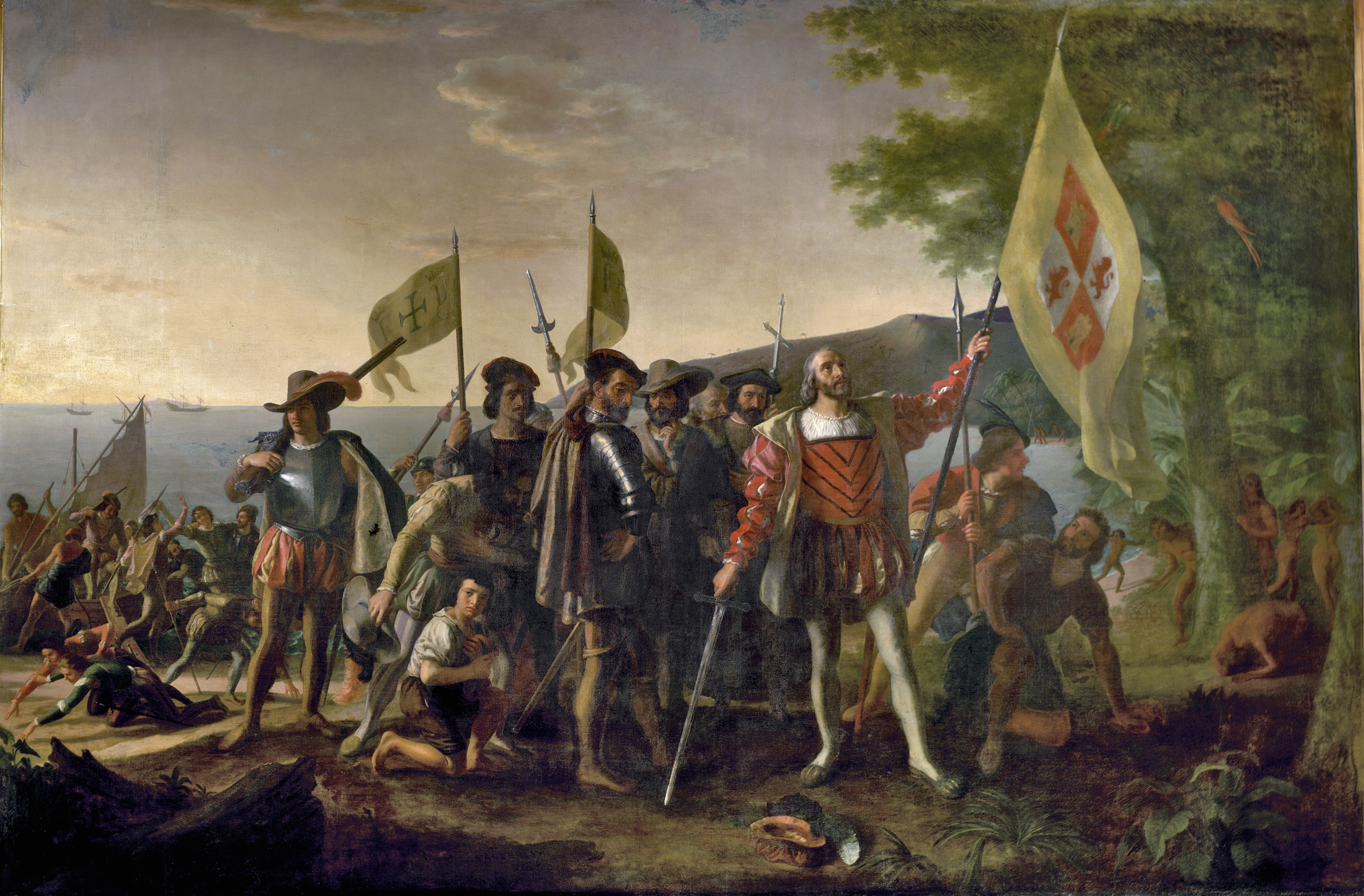
Cristòfor Colom arribant a Amèrica. L'arribada dels europeus marcarà una nova etapa en el continent.

Els primers europeus que van arribar a Amèrica van ser els vikings, els quals van establir una colònia de poca duració a Terranova. Hi ha altres teories que suggereixen que els xinesos van visitar Amèrica, però no hi ha prou proves per confirmar-ho. El viatge més important, i sovint anomenat el "descobriment d'Amèrica" va ser el viatge de Cristòfor Colom. Aquest viatge va ser l'inici de l'abrupte fi del desenvolupament d'aquestes civilitzacions, la colonització de les terres per immigrants europeus, i la marginació i a algunes àrees exterminació dels habitants.
L'esclavatge i l'exterminació dels amerindis (per guerra o per causa de les malalties europees), van canviar dràsticament el component ètnic i demogràfic del continent. A més dels immigrants europeus, les feines d'agricultura al Carib, el Brasil i els Estats Units van provocar l'arribada d'esclaus d'Àfrica.
Les principals nacions colonitzadores van ser el Regne Unit, Espanya, Portugal, França, els Països Baixos i Dinamarca (Groenlàndia). El començament de la fi de la colonització va ser la independència dels Estats Units el 1776, seguida d'Haití el 1804, i després dels països llatinoamericans de 1810-1830. Les noves nacions van tenir una composició ètnica molt diferent de la composició original: a Amèrica del Nord principalment europea (el Canadà i els Estats Units) o mestissa (Mèxic); a Amèrica Central principalment mestissa o ameríndia, al Carib principalment africana, a Amèrica del Sud molt variada: principalment europea i mestissa a l'Argentina, Xile i Uruguai, principalment mestissa a Veneçuela, Colòmbia i l'Equador, principalment ameríndia al Perú, Bolívia i potser al Paraguai, i principalment europea i mulata al Brasil. El Surinam és un país amb una demografia molt diversa, que inclou immigrants de l'Àsia, principalment de l'Índia.

### El repartiment d'Amèrica entre les nacions europees

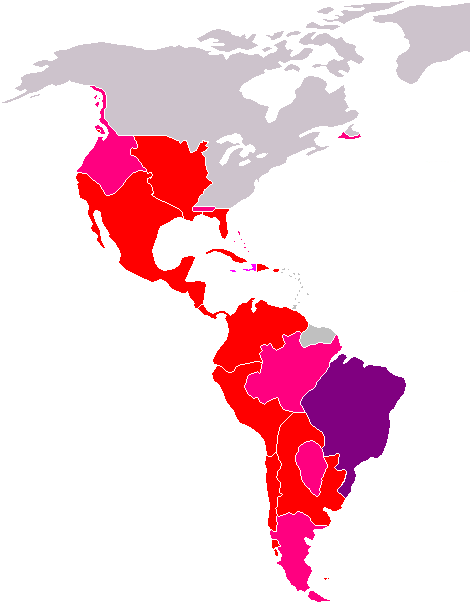
Colonització espanyola d'Amèrica (en vermell).

La colonització europea d'Amèrica s'inicia a la fi del segle xv després que Cristòfor Colom arribés el 1492 amb el mecenatge dels Reis Catòlics. A partir d'aquí, l'Imperi Espanyol, l'Imperi Portuguès, l'Imperi Britànic, França i Holanda, van conquerir i van colonitzar el continent, sent l'espanyol l'imperi més extens.
L'Imperi Espanyol va ser el primer a realitzar la conquesta, i es van assentar principalment a Amèrica del Nord, Amèrica Central i a l'àrea andina de Amèrica del Sud (imperis asteca i inca, respectivament). A Espanya se sumaria poc després Portugal al·legant drets territorials sobre el Brasil en virtut del Tractat d'Alcaçovas, de les Butlles Alexandrines i del Tractat de Tordesillas.
Espanya va ser la potència que major presència colonial va imposar a Amèrica. Va prendre possessió per la força dels dos grans imperis existents a Amèrica en aquest moment. Espanya es va apropiar de tota la Costa Oest d'Amèrica del Nord fins a Alaska i de territoris a l'interior i de la península de Florida, a més de tota Amèrica Central, el Carib i tota Amèrica del Sud amb l'excepció d'una zona costanera atlàntica que després va venir a ser el Brasil. En aquesta expansió l'Imperi Espanyol derrotaria l'Imperi Asteca i a l'Imperi Inca, a més de presentar batalla i dominar territoris de diferents tribus americanes.
Anglaterra va establir tretze colònies a la Costa est d'Amèrica del Nord i de bona part del Canadà, a més de conquerir a Espanya algunes illes del Carib, com Jamaica.
França va ocupar l'actual Guayana francesa a Amèrica del Sud (encara sota el seu domini), Louisiana en el Golf de Mèxic, algunes illes del Carib, i la regió canadenca del Quebec. Al segle xix, els espanyols cedirien a França la meitat occidental de l'Espanyola; l'actual Haití.
Holanda va establir colònies a Amèrica del Nord (Nova Amsterdam que després seria Nova York), al nord d'Amèrica del Sud (Guyana holandesa, avui e Surinam) i a les illes del Carib (Antilles Neerlandeses i Aruba).

### El col·lapse demogràfic
L'arribada dels europeus va causar l'entrada a Amèrica d'una sèrie de perilloses malalties (verola, tifus, febre groga, etc.) per les que els pobles originaris no tenien defenses biològiques adequades.
L'investigador nord-americà H. F. Dobyns ha calculat que un 95% de la població total d'Amèrica va morir en els primers 130 anys després de l'arribada de Colom. Per la seva banda, Cook i Borak, de la Universitat de Berkeley, van establir després de dècades de recerca, que la població a Mèxic va disminuir de 25,2 milions el 1518 a 700.000 persones el 1623, menys del 3% de la població original. El 1492, Espanya i Portugal juntes no superaven els 10 milions de persones.
No hi ha cap dubte que el col·lapse demogràfic de la població original d'Amèrica va ser la causa essencial de la derrota militar de moltes de les civilitzacions conquerides pels europeus, com Mèxic i el Perú. Steven Katz ha dit sobre aquest tema:
| « | Molt probablement es tracta del major desastre demogràfic de la història: la despoblació del Nou Món, amb tot el seu terror, amb tota la seva mort. | » |

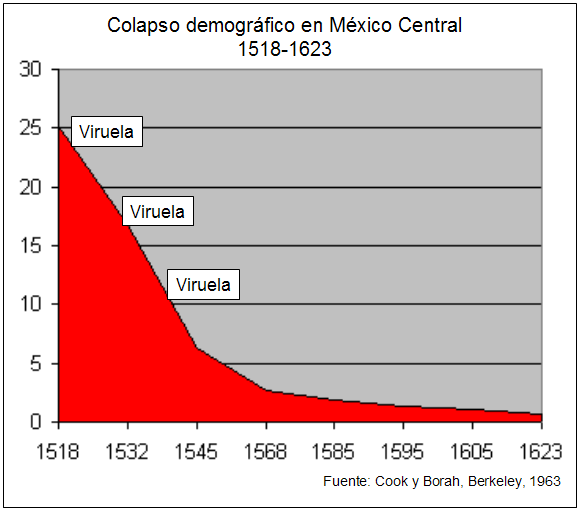
Segons els investigadors Cook i Borah de la Universitat de Berkeley, en 30 anys van morir 20 milions de mexicans i un segle després només quedava el 3% de la població original.

L'historiador nord-americà Charles Mann diu que Cortés: 
| « | …no hauria vençut a l'Imperi Asteca si, mentre Cortés construïa les embarcacions, Tenochtitlán no hagués estat arrasada per la verola en la mateixa pandèmia que posteriorment va assolar el Tahuantinsuyu… La gran ciutat va perdre almenys la tercera part de població arran de l'epidèmia, inclòs Cuitláhuac. | » |

Alguna cosa similar va succeir amb l'Imperi Inca, derrotat per les hosts de Francisco Pizarro el 1531. La primera epidèmia de verola va ser el 1529 i va matar, entre d'altres, l'emperador Huayna Cápac, pare d'Atahualpa. Noves epidèmies de verola es van declarar el 1533, 1535, 1558 i 1565, així com de tifus el 1546, grip el 1558, diftèria el 1614 i xarampió el 1618. Dobyns va estimar que el 90% de la població de l'Imperi Inca va morir en aquestes epidèmies.
Cadascuna de les potències europees que van conquerir i van colonitzar el continent que recentment havien descobert, van utilitzar diferents mecanismes de dominació dels habitants d'Amèrica. En general els historiadors espanyols sostenen que la colonització britànica va ser bàrbara i genocida, mentre que els historiadors britànics sostenen que la colonització espanyola va explotar el treball indígena fins al seu extermini per reemplaçar-lo després amb esclaus segrestats a l'Àfrica. Aquestes visions són conegudes respectivament com la llegenda rosa i la llegenda negra de la colonització d'Amèrica per Europa.
El resultat general va ser una enorme mortalitat d'indígenes que s'ha arribat a estimar en el 95%.
Per respondre a la massiva mortalitat d'americans autòctons, a partir del segle xvii els portuguesos, anglosaxons, francesos i holandesos van segrestar al voltant de 60 milions d'africans, dels quals uns 12 milions van arribar vius a Amèrica, on van ser reduïts a l'esclavitud.
Es va realitzar un gran flux de mercaderies i eines entre tots dos continents, també intercanvis culturals i costums. En un i l'altre continent es van introduir noves espècies d'aliments, plantes i animals. De manera negativa també, es van introduir nous tipus de malalties que particularment van delmar algunes comunitats indígenes.

### La independència

La Revolució Hispanoamericana
La reacció reialista
Sota control independentista
Sota control independentista
Espanya durant la invasió francesa
Espanya durant la revolució liberal

El control directe d'Europa va començar a decaure el 4 de juliol de 1776 amb la declaració d'Independència dels Estats Units davant la corona britànica, encara que sempre va haver-hi insurreccions i inconformitat per part dels nadius, aquest esdeveniment seria un al·licient més per a l'emancipació de les restants colònies del continent.
El procés d'independència a l'Amèrica Llatina va començar a principis del segle xix, si bé a mitjan segle xviii van començar les primeres revolucions "Comuneres" contra el poder espanyol. Entre elles destaquen els Comuneros del Paraguai, 1735 i la Insurrecció dels comuneros en el Virregnat de Nova Granada. El nom de "comuneros" es deu al lema de José d'Antequera i Castro: "La voluntat del comú és superior a la del mateix rei". Si bé els comuneros van ser derrotats originalment (per exemple els del Paraguai en la Batalla de Tavapy), a poc a poc els diferents països sota domini espanyol van obtenir la seva independència.
El 25 de maig de 1809 amb la Revolució de Chuquisaca es va iniciar la Guerra d'Independència Hispanoamericana que finalitzaria el 1824 amb la batalla d'Ayacucho. En finalitzar la mateixa, Espanya havia perdut pràcticament totes les seves colònies a Amèrica, amb excepció de les illes de Cuba i Puerto Rico.
Els territoris independitzats donarien origen després de complexos processos a 15 noves nacions independents. Paraguai, Bolívia, Colòmbia, Costa Rica, Xile, l'Equador, El Salvador, Guatemala, Hondures, Mèxic, Nicaragua, Argentina, el Perú, Uruguai i Veneçuela. El 1844 i el 1898 el procés es completaria amb la independència de la República Dominicana i Cuba, respectivament.
En els primers anys després de la independència es registren diversos intents de conformar grans estats nacionals a Hispanoamèrica. El 1819 es va conformar un gran estat independent sud-americà, denominat Gran Colòmbia, i que va abastar els territoris dels actuals Panamà, Colòmbia, Veneçuela i l'Equador. La República es va dissoldre el 1830. El 1816 es van conformar les Províncies Unides del Riu de la Plata com a gran estat sud-americà, incloent una gran part de l'Alt Perú que després va integrar Bolívia, i la Banda Oriental que després es va independitzar com República Oriental de l'Uruguai. Entre 1837 es va formar la Confederació Perú-Boliviana que es va dissoldre dos anys després. El 1823 es van formar les Províncies Unides del Centre d'Amèrica que es van dissoldre el 1839 per formar Costa Rica, Nicaragua, El Salvador, Hondures i Guatemala.
L'únic estat que va aconseguir la independència de manera pacífica en aquest període va ser el Brasil. Arran de les Guerres Napoleòniques, la capital va ser traslladada de Lisboa a Rio de Janeiro implicant-se amb això l'assignació de la categoria de regne al Brasil, un regne dins del Regne Unit de Portugal, el Brasil i l'Algarve (1807 – 1821). En dissoldre's pacíficament tal regne va sorgir l'Imperi del Brasil. La independència va ser proclamada el 7 de setembre de 1822 pel fill del rei de Portugal, Pere I, que va establir una monarquia constitucional, d'economia basada en el treball esclavista. Durant el segle la mà d'obra esclava va ser gradualment substituïda per immigrants europeus, sobretot alemanys i italians.
Els grans protagonistes d'aquest període a Amèrica van ser George Washington, Simón Bolívar, José de San Martín, Miguel Hidalgo y Costilla, Agustín de Iturbide i uns altres que són considerats els pares de les pàtries americanes contemporànies per les seves lluites contra el domini colonial. La major part dels països del Carib i el Canadà es van independitzar durant el segle xx.

## Divisió geogràfica i política
Amèrica està dividida tradicionalment en tres subcontinents: Amèrica del Nord, Amèrica Central (inclou les illes del Carib), i Amèrica del Sud. Altres consideren que en realitat són dos continents, Amèrica del Nord (amb Amèrica Central i el Carib) i Amèrica del Sud. Els següents països són els estats independents del continent americà:

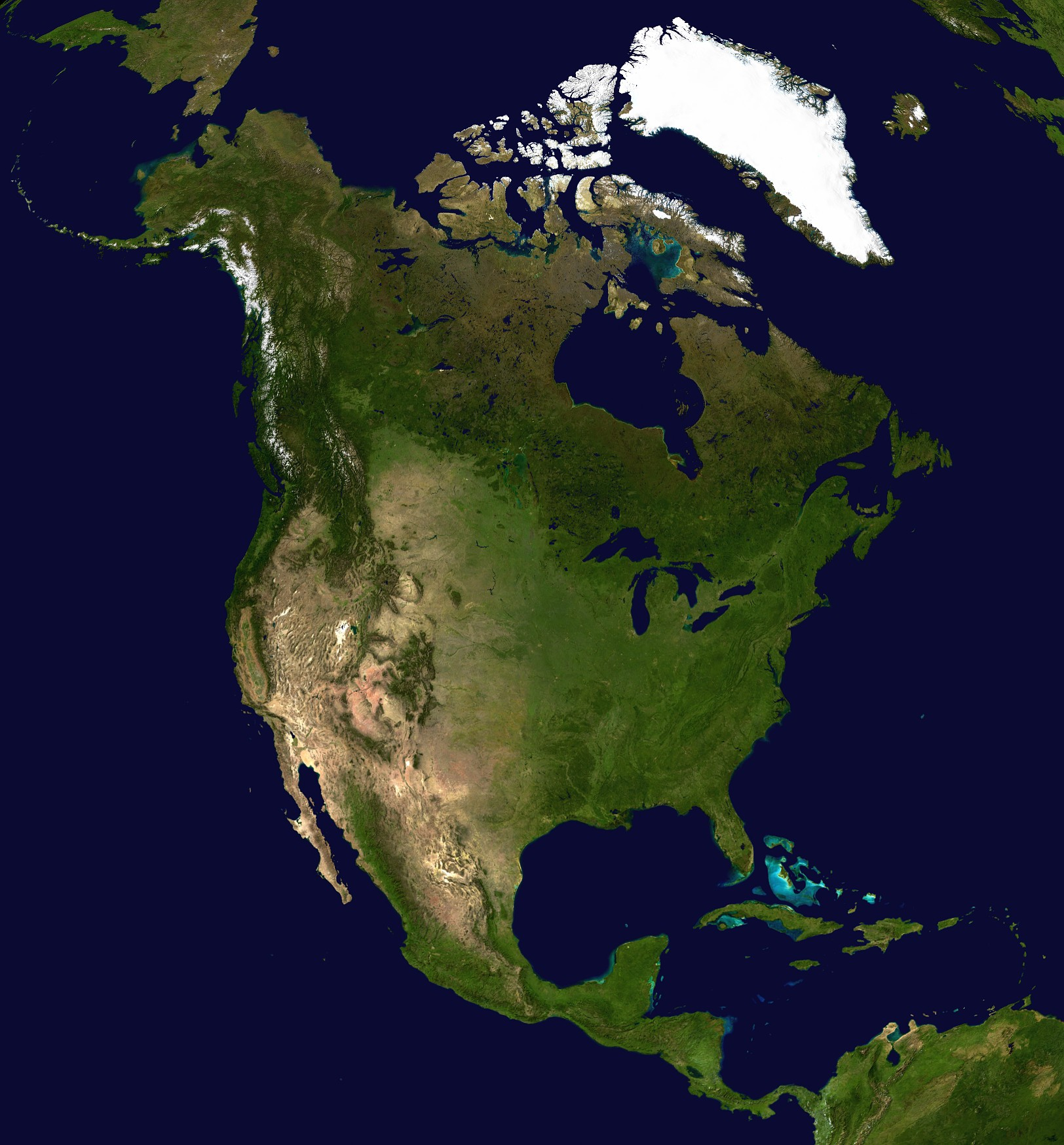
Amèrica del Nord i Central

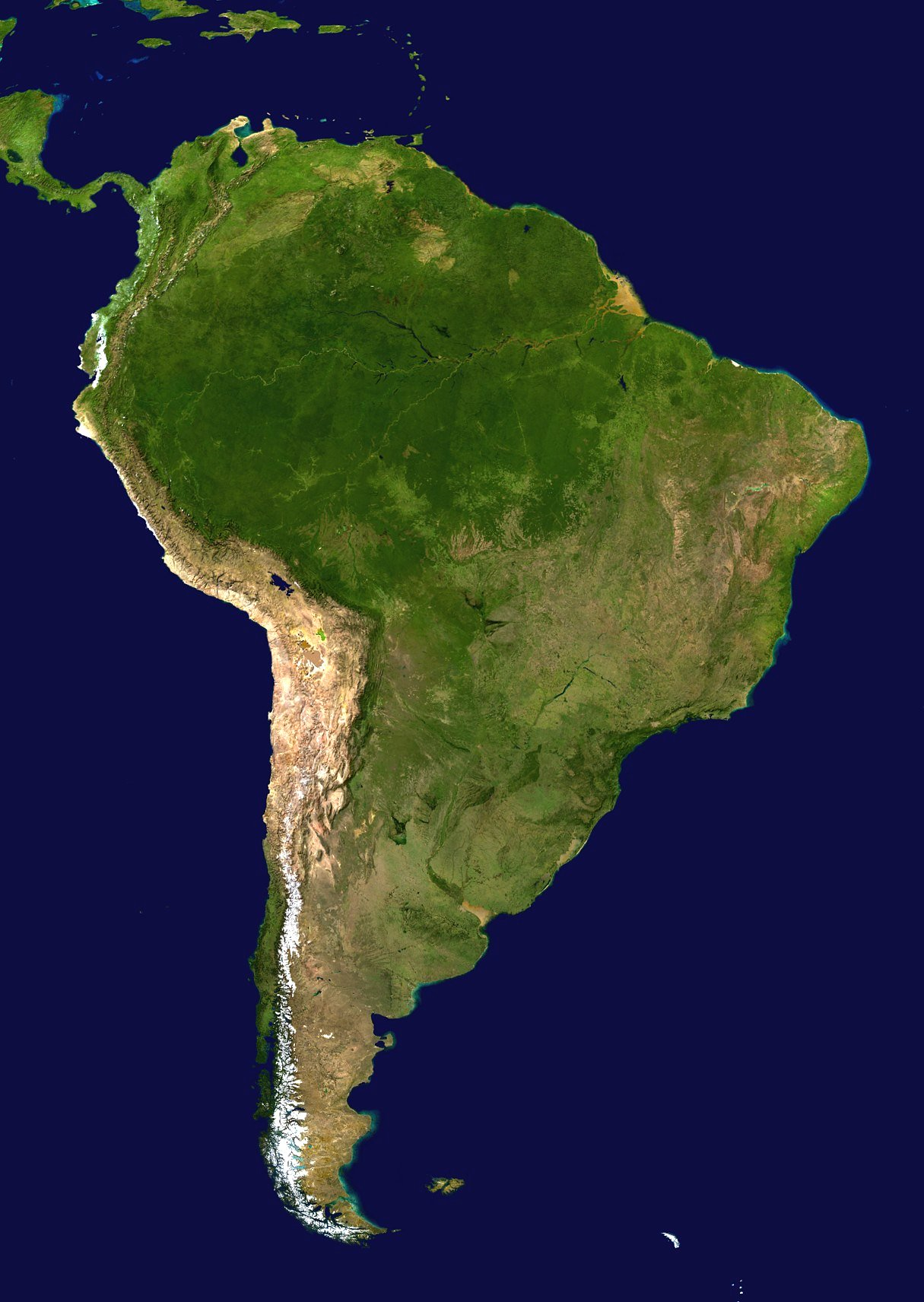
Amèrica del Sud

### Divisió política subcontinental

#### Amèrica del Nord
- Canadà
- els Estats Units
- Mèxic

#### Amèrica Central i el Carib
- Antigua i Barbuda
- les Bahames
- Barbados
- Belize
- Costa Rica
- Cuba
- Dominica
- El Salvador
- Grenada
- Guatemala
- Haití
- Hondures
- Jamaica
- Nicaragua
- Panamà
- Puerto Rico
- la República Dominicana
- Saint Christopher i Nevis
- Saint Lucia
- Saint Vincent i les Grenadines
- Trinitat i Tobago

#### Amèrica del Sud
- l'Argentina
- Bolívia
- el Brasil
- Colòmbia
- l'Equador
- Guyana
- el Paraguai
- el Perú
- Surinam
- l'Uruguai
- Veneçuela
- Xile

### Regions geogràfiques
Geogràficament, el subcontinent nord-americà queda limitat per la placa tectònica d'Amèrica del Nord, encara que aquesta exclou l'alta i la baixa Califòrnia i algunes regions de l'oest de Mèxic. Geofísicament, el subcontinent de Amèrica Central comença a partir de l'istme de Tehuantepec, la qual cosa posa el 12% del territori mexicà en aquest subcontinent, incloent-hi la península de Yucatán. Fisiogràficament (o topològicament) l'Eix Volcànic Transversal sovint es considera la frontera entre Amèrica del Nord i Amèrica del Sud. Tanmateix, geopolíticament, Mèxic es considera un país de l'Amèrica del Nord, i les fronteres amb Belize i Guatemala marquen la frontera de la regió. Geofísicament, Amèrica Central s'estén des de l'istme de Tehuantepec fins a l'istme de Panamà. Considerant les plaques tectòniques, tant l'Amèrica Central com el Carib es troben sobre la mateixa placa. La frontera entre Panamà i Colòmbia marca el límit geopolític entre aquesta regió i Amèrica del Sud, que s'estén fins a la Patagònia argentina i xilena.

### Regions culturals
Culturalment, Amèrica sovint es divideix en tres regions:
- l'Angloamèrica, que agrupa els Estats Units i el Canadà;
- Llatinoamèrica, que agrupa tots els països al sud dels Estats Units de parla castellana o portuguesa segons algunes versions, i inclou els països de parla francesa segons altres versions;
- el Carib, que agrupa totes les illes de la mar Carib i Belize.

Altres regions són:
- Hispanoamèrica, que agrupa tots els països de parla castellana d'Amèrica (encara que sovint la definició inclou Espanya);
- Iberoamèrica, que agrupa tots els països que abans eren colònies d'Espanya o Portugal, (encara que sovint la definició els inclou també).

## Llengües

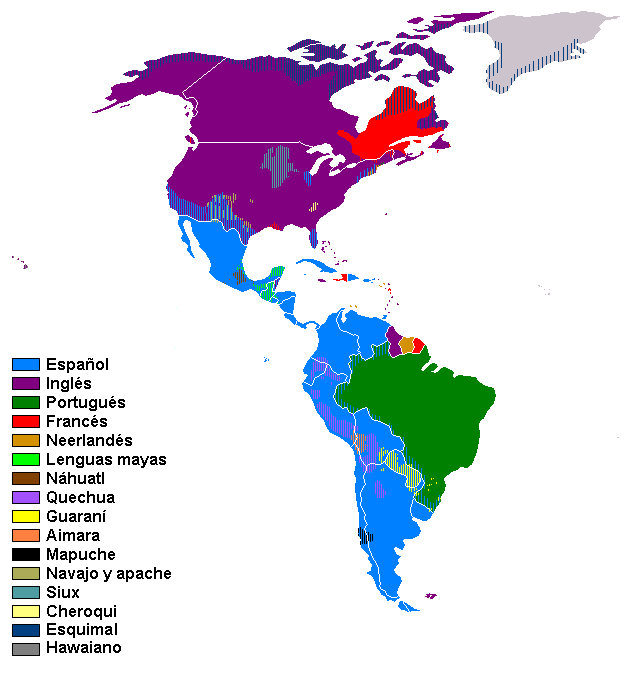
Distribució de llengües a Amèrica

A Amèrica es parlen moltes llengües, algunes d'origen europeu i asiàtic i d'altres autòctones, així com barreges de diversos idiomes i llengües criolles. Les llengües dominants, però, són l'anglès, el francès, el castellà i el portuguès, totes aquestes oficials en alguns dels estats independents del continent. El neerlandès és oficial a Surinam, i el danès i el kalaallisut a Groenlàndia. A més, són cooficials el quítxua al Perú i Bolívia, l'aimara a Bolívia, i el guaraní al Paraguai i a la província argentina de Corrientes. Gaudeixen de reconeixement, encara que no pas d'oficialitat, diverses llengües ameríndies a Mèxic, Colòmbia, l'Equador i Veneçuela. Atès el fenomen migratori mundial cap als Estats Units, en aquest país s'hi parlen més de 300 llengües. Això no obstant, només hi gaudeixen de cooficialitat el francès (a Louisiana) i el castellà (a Nou Mèxic). A Haití el crioll haitià és oficial, i el papiamento ho és a les Antilles Neerlandeses.

## Economia
El continent està dividit en tres blocs comercials principals:
- NAFTA, bloc comercial d'Amèrica del Nord
- Comunitat Andina de Nacions, bloc comercial sud-americà
- Mercosur, bloc comercial sud-americà

Alguns polítics i economistes han proposat la creació d'un sol bloc comercial a Amèrica entre tots els països, excepte Cuba, anomenat Àrea de Lliure Comerç de les Amèriques (ALCA), mentre que d'altres han proposat l'Alternativa Bolivariana de les Amèriques.